# 罗斯塔尔
罗斯塔尔是德国巴伐利亚州的一个市镇。总面积44.38平方公里，总人口9687人，其中男性4756人，女性4931人（2011年12月31日），人口密度218人/平方公里。

## 友好城市
- 法國 欧藏斯